# Gerichtsbezirk Schluckenau
Der Gerichtsbezirk Schluckenau (tschechisch: soudní okres Šluknov) war ein dem Bezirksgericht Schluckenau unterstehender Gerichtsbezirk im Kronland Böhmen. Er umfasste Gebiete im nordböhmischen, sogenannten Böhmischen Niederland. Zentrum und Gerichtssitz des Gerichtsbezirks war die Stadt Schluckenau (Šluknov). Das Gebiet gehörte seit 1918 zur neu gegründeten Tschechoslowakei und ist seit 1991 Teil der Tschechischen Republik.

## Geschichte
Die ursprüngliche Patrimonialgerichtsbarkeit wurde im Kaisertum Österreich nach den Revolutionsjahren 1848/49 aufgehoben. An ihre Stelle traten die Bezirks-, Landes- und Oberlandesgerichte, die nach den Grundzügen des Justizministers geplant und deren Schaffung am 6. Juli 1849 von Kaiser Franz Joseph I. genehmigt wurde. Der Gerichtsbezirk Schluckenau gehörte zunächst zum Leitmeritzer Kreis und umfasste 1854 die 12 Katastralgemeinden Ehrenberg, Fugau, Fürstenwalde, Georgswalde, Grafenwalde, Herrnwalde, Kaiserswalde, Königshain Königswalde, Kunnersdorf, Rosenhain und Schluckenau.
Der Gerichtsbezirk Schluckenau bildete im Zuge der Trennung der politischen von der judikativen Verwaltung ab 1868 gemeinsam mit dem Gerichtsbezirk Hainspach (Haňšpach) den Bezirk Schluckenau.
Im Gerichtsbezirk Schluckenau lebten 1869 25.858 Menschen 1900 waren es 28.085 Personen.
Der Gerichtsbezirk Schluckenau wies 1910 eine Bevölkerung von 29.961 Personen auf, von denen 29.056 Deutsch und 80 Tschechisch als Umgangssprache angaben. Im Gerichtsbezirk lebten zudem 825 Anderssprachige oder Staatsfremde.
Durch die Grenzbestimmungen des am 10. September 1919 abgeschlossenen Vertrages von Saint-Germain kam der Gerichtsbezirk Schluckenau vollständig zur neugegründeten Tschechoslowakei, wobei die Gerichtseinteilung bis 1938 im Wesentlichen bestehen blieb. Nach dem Münchner Abkommen wurde das Gebiet dem Landkreis Schluckenau zugeschlagen.
Nach dem Zweiten Weltkrieg gehörte das Gebiet zum Okres Děčín, dessen Behörden jedoch im Zuge einer Verwaltungsreform 2003 ihre Verwaltungskompetenzen verloren. Diese werden seitdem von den Gemeinden bzw. dem Ústecký kraj, zudem das Gebiet um Schluckenau seit Beginn des 21. Jahrhunderts gehört, wahrgenommen.

## Gerichtssprengel
Der Gerichtssprengel war von 1850 bis 1938 unverändert. Er umfasste 1910 die 12 Gemeinden Altehrenberg (Staré Ehrenberg, später Staré Křečany), Filippsdorf (Filipov) (seit 1897 von Georgswalde unabhängig), Fürstenwalde (Knížecí), Fugau (Fugava, später Fukov), Georgswalde (Jiříkov), Herrnwalde (Panský), Kaiserswalde (Císařský), Königswalde (Království), Kunersdorf (Kunratice), Neugrafenwalde (Nové Hraběcí), Rosenhain (Rožany) und Schluckenau (Šluknov).